# Lisi Gat
Lisi Gat är ett berg i Kosovo. Det ligger i den nordvästra delen av landet, 40 km väster om huvudstaden Priština. Toppen på Lisi Gat är 849 meter över havet, eller 52 meter över den omgivande terrängen. Bredden vid basen är 2,4 km.
Terrängen runt Lisi Gat är platt åt sydost, men åt nordväst är den kuperad. Runt Lisi Gat är det ganska tätbefolkat, med 222 invånare per kvadratkilometer. Närmaste större samhälle är Mitrovicë, 14,7 km nordost om Lisi Gat. Omgivningarna runt Lisi Gat är en mosaik av jordbruksmark och naturlig växtlighet.